# Thoracochaeta zosterae
Thoracochaeta zosterae – gatunek muchówki z rodziny Sphaeroceridae i podrodziny Limosininae.
Gatunek ten opisany został w 1833 roku przez Alexandra Henry’ego Halidaya jako Borborus zosterae.
Muchówka o ciele długości od 1,5 do 2 mm. Głowę ma wyposażoną w małe oczy i dwie pary dużych szczecinek pozaprzyoczkowych. Tułów jej cechuje się: nagą tarczką z czterema szczecinkami wzdłuż tylnego brzegu oraz zakrzywionymi dwoma tylnymi parami szczecinek śródplecowych. Skrzydła mają szczecinki na pierwszym sektorze żyłki kostalnej 3–4 razy dłuższe niż na drugim jej sektorze. Środkowa para odnóży ma pierwszy człon stopy pozbawiony szczecinki na spodzie, grzbietową stronę goleni z trzema parami szczecinek dorsalnych, zaś brzuszną stronę goleni pozbawioną szczecinki przedwierzchołkowej, ale wyposażoną w szczecinkę wierzchołkową. Na goleniach tylnej pary odnóży sterczą 3–4 długie szczecinki.
Owad w Europie znany z Islandii, Irlandii, Wielkiej Brytanii, Francji, Belgii, Holandii, Niemiec, Danii, Szwecji, Norwegii, Finlandii, Szwajcarii, Austrii, Włoch, Polski, Łotwy, Estonii, Czech, Słowacji, Węgier, Rumunii, Bułgarii, Serbii, Czarnogóry, Malty i europejskiej części Rosji. Poza tym występuje w palearktycznej Azji oraz nearktycznej i neotropikalnej Ameryce.